# Дег-е Каїд
Дег-е Каїд (перс. ده كاييد) — село в Ірані, у дегестані Заліян, у бахші Заліян, шагрестані Шазанд остану Марказі. За даними перепису 2006 року, його населення становило 340 осіб, що проживали у складі 87 сімей.

## Клімат
Середня річна температура становить 10,26 °C, середня максимальна – 29,55 °C, а середня мінімальна – -12,50 °C. Середня річна кількість опадів – 290 мм.
| Клімат поселення                              | Клімат поселення | Клімат поселення | Клімат поселення | Клімат поселення | Клімат поселення | Клімат поселення | Клімат поселення | Клімат поселення | Клімат поселення | Клімат поселення | Клімат поселення | Клімат поселення | Клімат поселення |
| Показник                                      | Січ.             | Лют.             | Бер.             | Квіт.            | Трав.            | Черв.            | Лип.             | Серп.            | Вер.             | Жовт.            | Лист.            | Груд.            |                  |
| Середній максимум, °C                         | 4,78             | 6,98             | 10,82            | 17,61            | 22,92            | 27,78            | 29,36            | 29,55            | 24,44            | 18,14            | 11,48            | 6,12             |                  |
| Середня температура, °C                       | −3,85            | −1,67            | 2,16             | 8,98             | 14,28            | 19,14            | 23,52            | 23,71            | 18,62            | 12,31            | 5,64             | 0,28             |                  |
| Середній мінімум, °C                          | −12,5            | −10,33           | −6,48            | 0,34             | 5,64             | 10,49            | 17,67            | 17,87            | 12,76            | 6,46             | −0,2             | −5,56            |                  |
| Норма опадів, мм                              | 44               | 39               | 53               | 40               | 35               | 7                | 1                | 1                | 1                | 6                | 25               | 38               |                  |
| Середньомісячна швидкість вітру, м/с          | 1.21             | 2.57             | 2.89             | 2.89             | 2.41             | 2.29             | 2.18             | 2.27             | 2.18             | 1.99             | 1.86             | 1.20             |                  |
| Середньомісячна сонячна радіація, кДж/м²·день | 9480             | 12413            | 15134            | 18361            | 22450            | 27107            | 25989            | 24144            | 21388            | 15890            | 11209            | 9199             |                  |
| --------------------------------------------- | ---------------- | ---------------- | ---------------- | ---------------- | ---------------- | ---------------- | ---------------- | ---------------- | ---------------- | ---------------- | ---------------- | ---------------- | ---------------- |
| Джерело:                                      |                  |                  |                  |                  |                  |                  |                  |                  |                  |                  |                  |                  |                  |